# Persona 5: The Animation
Persona 5: The Animation es una serie anime de televisión producida por CloverWorks, basada en el videojuego de rol Persona 5. La fecha de estreno de la serie fue el 7 de abril del año 2018.
El anime fue anunciado oficialmente en julio de 2017 y su desarrollo estuvo a cargo del estudio de animación japonés A-1 Pictures, quien anteriormente había sido responsable de numerosas animaciones de la franquicia Persona. En ese mismo anuncio se confirmó que la serie contaría con el mismo reparto de voces del videojuego. La serie finalizó el 29 de septiembre de 2018 tras la emisión de 26 episodios. Un especial de una hora de duración titulado Dark Sun fue estrenado el 30 de diciembre de 2018. Un segundo especial fue lanzado el 23 de marzo de 2019, con el nombre de Stars and Ours.
Un dato desconocido que se reveló a partir del anuncio del anime, fue el nombre oficial del protagonista principal: Ren Amamiya. Esto se debe a que en el videojuego Persona 5, es el propio jugador el encargado de darle un nombre al personaje.

## Sinopsis
Ren Amamiya está a punto de ingresar a su segundo año de secundaria, luego de ser transferido a la Academia Shujin en Tokio. Después de un particular incidente, su Persona despierta, y junto con sus amigos forman los "Ladrones Fantasma De Corazones" para reformar los corazones de los adultos corrompidos, robando la fuente de sus distorsionados deseos. Al mismo tiempo, una serie de crímenes extraños e inexplicables ocurren uno tras otro. Mientras por el día viven una vida normal como estudiantes de secundaria de Tokio, durante la noche recorren la ciudad impartiendo justicia como los Ladrones Fantasma De Corazones.

## Producción
Persona 5: The Animation es dirigido por Masashi Ishiyama, mientras que la historia original corre a cargo de Katsura Hashino, productor de la franquicia. Shinichi Inotsume también participa en el desarrollo del guion. Tomomi Ishikawa adapta a la animación los diseños de los personajes del juego hechos por Shigenori Soejima. A su vez, Kazuma Kaneko es el encargado del diseño de los demonios y Shoji Meguro repite su rol de compositor de la música, tal como lo hizo en el videojuego.

## Reparto de voces
El elenco de voces es el mismo que participó en el videojuego.
- Jun Fukuyama como Ren Amamiya (protagonista).
- Nana Mizuki como Ann Takamaki.
- Mamoru Miyano como Ryuji Sakamoto.
- Rina Sato como Makoto Niijima.
- Ikue Otani como Morgana.
- Aoi Yuuki como Futaba Sakura.
- Tomokazu Sugita como Yusuke Kitagawa.
- Haruka Tomatsu como Haru Okumura.
- Soichiro Hoshi como Goro Akechi.
- Mai Fuchigami como Sadayo Kawakami
- Jouji Nakata como Sojiro Sakura
- Shūichi Ikeda  como Masayoshi Shido
- Tomohisa Asou como SIU Director
- Yuka Saitou como Tae Takemi
- Yuko Kaida como Sae Niijima
- Yumi Uchiyama como Ichiko Ohya

## Lista de episodios
| # | Título                                                                                             | Estreno                  |
| --- | -------------------------------------------------------------------------------------------------- | ------------------------ |
| 1 | «Yo soy vos, vos sois yo» «I am thou, thou art I»                                                  | 7 de abril de 2018       |
| Ren Amamiya, conocido por el nombre en clave "Joker", es arrestado e interrogado por la investigadora Sae Nijima sobre sus acciones como líder de un equipo llamado "Phantom Thieves". Él le cuenta los acontecimientos que sucedieron a partir de abril, cuando llega a Tokio después de haber sido condenado a libertad condicional durante un año. En su primer día en el colegio, él y su compañero Ryuji Sakamoto se encuentran en un castillo gobernado por una versión sombría de Suguru Kamoshida, su profesor de educación física. Al encontrarse en peligro, Ren despierta a su Persona, Arsene.                                         | |                          |
| 2 | «Recuperemos lo que valoras» «Let's take back what's dear to you»                                  | 14 de abril de 2018      |
| Ren y Ryuji logran escapar del palacio de Kamoshida. En el colegio, Ren se entera de que Kamoshida es abusivo con sus alumnos y que Ryuji es culpado por hacer que el equipo de atletismo se separe. Cuando los dos regresan al palacio, se encuentran con Morgana y lo liberan de la celda de una prisión. Se enfrentan a Shadow Kamoshida y Ryuji despierta a su Persona, Captain Kidd. Con la ayuda de Morgana y su Persona Zorro, derrotan a los guardias de Kamoshida. | |                          |
| 3 | «Las rosas más hermosas tienen espinas» «A beautiful rose has thorns!»                             | 21 de abril de 2018      |
| Mientras investiga a Kamoshida, Ren se entera de que su compañera de clase, Ann Takamaki, está siendo chantajeada para mantener a su amiga, Shiho Suzui, en el equipo de voleibol. Shiho salta de la azotea de la escuela, luego de ser abusada por Kamoshida, y cuando Ren, Ryuji y Yuuki Mishima lo confrontan, él amenaza con expulsarlos a los tres. Al saber que Kamoshida puede ser reformado haciendo desaparecer su palacio, Ren y los demás idean una ruta de infiltración al "tesoro" de Kamoshida. Ann, quien inadvertidamente los había seguido al palacio, es alentada por Ren a vengarse por Shiho y despierta a su Persona, Carmen. | |                          |
| 4 | «Róbalo, si puedes» «Steal it, if you can»                                                         | 28 de abril de 2018      |
| Al regresar al palacio para robar el tesoro de Kamoshida, Ren consigue reclutar a una de las sombras que patrullan la zona como una de sus Personas, Pixie. Al llegar al tesoro, la pandilla se enfrenta a Shadow Kamoshida, quien se transforma en un poderoso monstruo. Guiado por Igor, Ren usa el poder de la fusión para combinar a Arsene y Pixie en una nueva Persona, lo que permite a Ryuji robar el tesoro de Kamoshida y debilitarlo. Tras su derrota, Shadow Kamoshida se arrepiente de sus acciones y su palacio desaparece, lo que a su vez hace que el verdadero Kamoshida admita sus crímenes y se entregue a la policía.          | |                          |
| 5 | «The Phantoms» «The Phantoms»                                                                      | 5 de mayo de 2018        |
| El grupo decide continuar siendo ladrones para cambiar más corazones distorsionados, nombrándose "Los Fantasmas". Después de que Mishima abra un sitio web de fanes para que la gente envíe solicitudes a los Fantasmas, Morgana lleva a todos a Mementos, un palacio para el público en general, donde derrotan a la sombra de un acosador. Revelando que ha perdido sus recuerdos, Morgana explica cómo quiere llegar al fondo de Mementos, que se expande según la fama de The Phantoms, para recuperar su forma original. Más tarde, la pandilla se encuentra con un chico peculiar que estaba siguiendo a Ann.                                | |                          |
| 6 | «Nuestro próximo objetivo es...» «Our next target is...»                                           | 12 de mayo de 2018       |
| 7 | «Es mi otro yo» «He is my other self»                                                              | 19 de mayo de 2018       |
| 8 | «Ponle fin a esto y usa tu propio arte» «Put an end to all this and use your own artwork for once» | 26 de mayo de 2018       |
| 9 | «Operación observar a las sirvientas» «Operation maid watch»                                       | 2 de junio de 2018       |
| 10 | «Quiero ver la justicia con mis propios ojos» «I want to see justice with my own eyes»             | 9 de junio de 2018       |
| 11 | «Seamos amigos» «Let's be friends, shall we?»                                                      | 16 de junio de 2018      |
| 12 | «Encontré mi lugar» «I found the place where I belong»                                             | 23 de junio de 2018      |
| 13 | «Sueños y deseos» «Dreams and Desires»                                                             | 30 de junio de 2018      |
| 14 | «¿Qué vida escoges?» «What life do you choose?»                                                    | 7 de julio de 2018       |
| 15 | «Soy Alibaba» «I am Alibaba»                                                                       | 14 de julio de 2018      |
| 16 | «Este lugar es mi tumba» «This place is my grave»                                                  | 21 de julio de 2018      |
| 17 | «Día límite» «X Day»                                                                               | 28 de julio de 2018      |
| 18 | «Te guiaré hasta la victoria» «I'll guide you to victory»                                          | 4 de agosto de 2018      |
| 19 | «Aloha» «Aloha»                                                                                    | 11 de agosto de 2018     |
| 20 | «¡Soy Beauty Thief!» «My name is Beauty Thief!»                                                    | 18 de agosto de 2018     |
| 21 | «Pueden llamarme Noir» «You can call me "Noir"»                                                    | 25 de agosto de 2018     |
| 22 | «¿Es culpa nuestra?» «Is it our fault?»                                                            | 1 de septiembre de 2018  |
| 23 | «¿Y si haces un trato conmigo?» «How about a deal with me?»                                        | 8 de septiembre de 2018  |
| 24 | «Un reto que hay que ganar» «A challenge that must be won»                                         | 15 de septiembre de 2018 |
| 25 | «Pecadora envidiosa» «Jealous sinner»                                                              | 22 de septiembre de 2018 |
| 26 | «No dejaré que termine aquí» «I won't let it end here»                                             | 29 de septiembre de 2018 |